# Cattleya fidelensis
Cattleya fidelensis — многолетнее травянистое растение семейства Орхидные.
В настоящее время многие ботаники продолжают относить этот вид к роду Лелия.
Вид не имеет устоявшегося русского названия, в русскоязычных источниках чаще используется научное название Sophronitis fidelensis или его долгое время (до 2000 года) используемый синоним Laelia fidelensis.

## Синонимы
По данным Королевских ботанических садов в Кью:
- Laelia fidelensis Pabst, 1967 basionym
- Sophronitis fidelensis (Pabst) Van den Berg & M.W.Chase, 2000
- Hadrolaelia fidelensis (Pabst) Chiron & V.P.Castro, 2002
- Brasilaelia fidelensis (Pabst) Gutfreund, 2006
- Chironiella fidelensis (Pabst) Braem, 2006

## Этимология
Вид назван по названию района São Fidelis, где было найдено первое растение.

## Биологическое описание
Симподиальные растения относительно мелких размеров. 

Псевдобульбы яйцевидно-продолговатые, латерально сжатые, с возрастом морщинистые, 10—15 см длиной. Расстояние между псевдобульбами 2—3 см.

Листья располагаются в верхней части псевдобульб.

Соцветие 1—2 цветковое. Формируется вместе с ростом нового туберидия. 

Цветки розово-фиолетовые, до 12 см в диаметре. Внутренняя часть губы белая. Цветение происходит летом, в середине вегетационного периода.

## Распространение, экологические особенности
Эндемик Бразилии. 
Один или два экземпляра были найдены в горных лесах района São Fidelis в штате Рио-де-Жанейро. 
Возможно, в настоящее время этот вид уже исчез в дикой природе.
Cattleya fidelensis входит в Приложение II Конвенции CITES. Цель Конвенции состоит в том, чтобы гарантировать, что международная торговля дикими животными и растениями не создаёт угрозы их выживанию. 
Приложение включает все виды, которые в данное время хотя и не обязательно находятся под угрозой исчезновения, но могут оказаться под такой угрозой, если торговля образцами таких видов не будет строго регулироваться в целях недопущения такого использования, которое несовместимо с их выживанием; а также другие виды, которые должны подлежать регулированию для того, чтобы над торговлей образцами некоторых видов из первого списка мог быть установлен эффективный контроль.

## В культуре
Температурная группа — умеренная.
Освещение — прямой солнечный свет в первой и второй половине дня. Во избежание ожогов растения желательно содержать в условиях с постоянным и интенсивным движением воздуха.
Посадка в горшок или корзинку для эпифитов с субстратом из сосновой коры средней или крупной фракции или на блок. При посадке на блок в период вегетации растения поливают ежедневно, в жаркую погоду несколько раз в день.
 Субстрат после полива должен полностью просыхать. Для полива лучше использовать воду прошедшую очистку методом обратного осмоса.
С момента полного созревания новых псевдобульб наступает период покоя, во время которого полив сокращают и содержат растения при более низкой температуре. Период покоя заканчивается с началом вегетации новых побегов. Относительно продолжительности и выраженности периода покоя данные противоречивы.
Подкормки только в период вегетации комплексным удобрением для орхидей в минимальной концентрации 1—3 раза в месяц.
Пересадка задерживает рост растения, при необходимости её осуществляют в начале роста новых побегов.

## Искусственныегибриды(грексы)
По данным The International Orchid Register.
- Brassolaeliocattleya Sigrid Burzlaff — Bc. Bill Worsley x L. fidelensis, I.Burzlaff 2001
- Laeliocattleya Horst Burzlaff — C. guttata x L. fidelensis, I.Burzlaff 2001
- Laelia Akira’s Spring — L. lobata x L. fidelensis, A.Mochizuki 2006
- Sophronitis Hitachimusume — S. [L.] purpurata x S. [L.] fidelensis, A.Mochizuki 2008